# ARA Robinson (P-45)
La corbeta ARA Robinson (P-45) (CORO) es una corbeta multipropósito MEKO 140 de la Armada Argentina construida en el Astillero Río Santiago (del AFNE), situado en Ensenada, Argentina, con licencia y materiales provistos por el astillero Blohm + Voss de Alemania Occidental.

## Historia
La construcción de este buque fue autorizada por el decreto N.º 2310/79 del 1 de agosto de 1979. La corbeta Robinson fue botada el 25 de noviembre de 1984 siendo su madrina Fanny Monté de Martínez. Su construcción se paralizó por más de 10 años, por razones presupuestarias y políticas. En 2000, se reinició su terminación y, finalmente, se incorporó a la 2.ª División de Corbetas de la Flota de Mar el año 2000.

## Servicio operativo

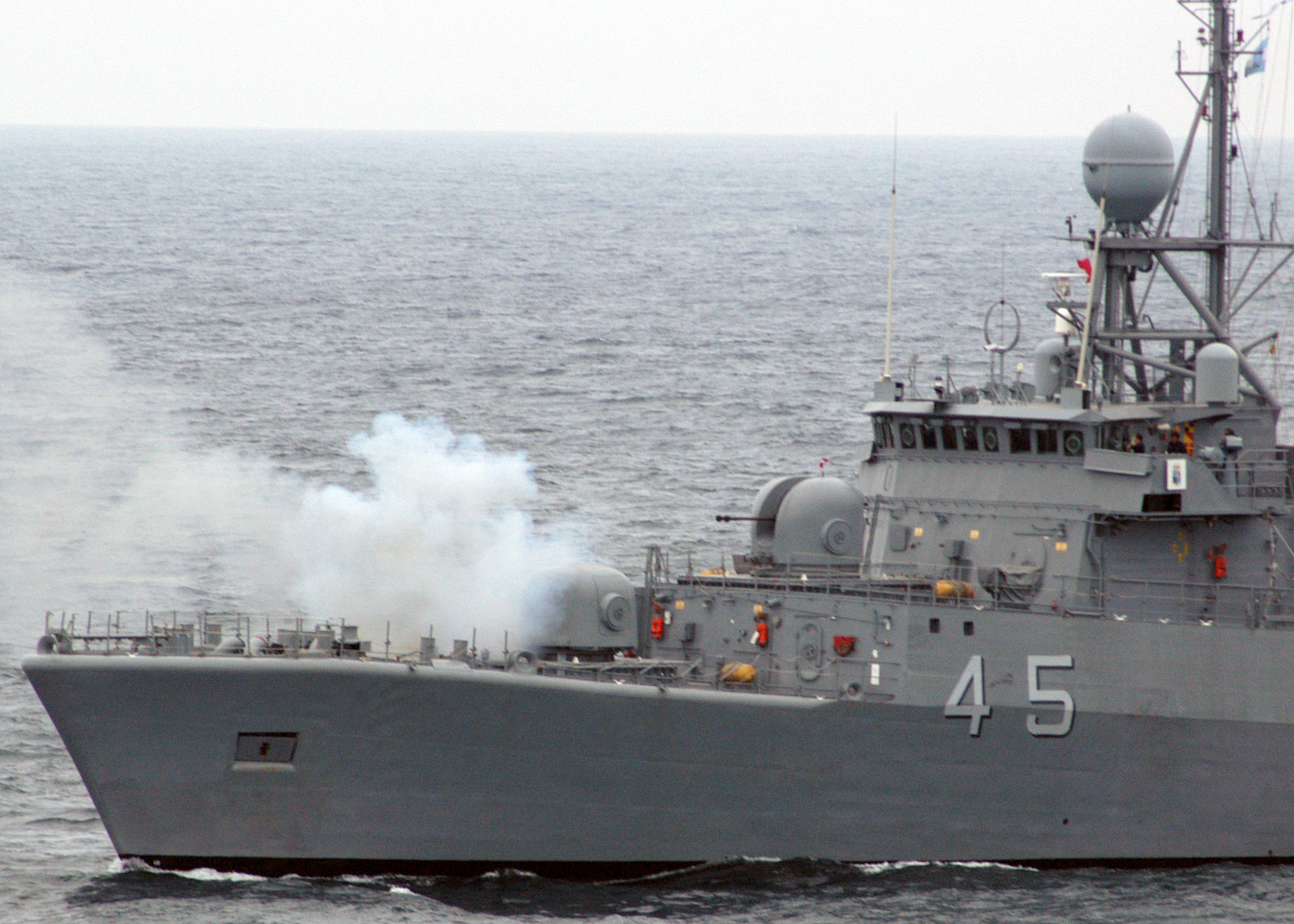
ARA Robinson disparando durante un ejercicio

Desde su incorporación a la 2.ª División de Corbetas —actual División de Corbetas— el buque, participa en las ejercitaciones con el resto de los buques de la Flota de Mar, la División de Patrullado Marítimo, la Fuerza de Submarinos y aviones y helicópteros de la Aviación Naval. También ha tomado parte en numerosas operaciones navales con unidades de otros países.
En 2002, navegó hasta Sudáfrica para participar en el ejercicio Atlasur junto con su gemela ARA Spiro. Al año siguiente prestó apoyo al buque Seacor Lenga de National Geographic en la búsqueda sin éxito de los restos del crucero ARA General Belgrano.
Integró el ejercicio Fraterno de 2005. En 2006, acompañó en su visita a la Argentina al patrullero irlandés LÉ Eithne, el cual efectuó el viaje para conmemorar los 150 años de la muerte del almirante Guillermo Brown (nacido en Irlanda). Poco tiempo después, fue protagonista del apoyo al rompehielos ARA Almirante Irízar durante el incendio que este sufriera en 2007. En 2008, navegó nuevamente hasta Sudáfrica para participar en el ejercicio Atlasur junto con su gemela ARA Rosales, ambos apoyados por el buque tanque ARA Ingeniero Julio Krause.
Las actividades operativas son variadas. La participación en ejercicios conjuntos y combinados es constante, realizando despliegues en diferentes puntos del Mar Argentino y del extranjero.
Durante enero de 2012, la unidad realizó tareas de patrullado en la Zona Económica Exclusiva, controlando 40 buques de pesca.

### Década de 2020
En septiembre de 2024 participó del ejercicio conjunto "Aonikenk" llevado a cabo en Baterías y Puerto Belgrano junto con la corbeta ARA Espora y otras unidades de la Marina además de las otras Fuerzas Armadas.

## Sensores
- Enlace de Datos e Información: Signaal Sewaco.
- Control de Armas: Lirod Director radar/optrónico; 1 Signaal WM22/41.
- Radares: un radar de búsqueda Aire/Superficie Signaal DA05 con IFF; un radar de navegación Consilium Selesmar; un radar de control de tiro Signaal WM2.
- Sonar: Atlas Elektronik ASO 4

## Nombre
Es el segundo buque de la Armada Argentina que lleva el nombre del Carlos Robinson, oficial veterano de la Campaña Naval de 1814, muerto en acción mientras comandaba la Cañonera N.º 4 en el Combate de La Colonia durante la guerra del Brasil.